# Atlantisz gyermekei (könyv)
Az Atlantisz gyermekei (Hearts in Atlantis) Stephen King amerikai író 1999-ben megjelent gyűjteménye, mely két hosszabb és három kisebb elbeszélést tartalmaz. Magyarul először az Európa Könyvkiadónál jelent meg a regény, Bihari György fordításában, 2000-ben.

## Cselekmény
Az Atlantisz gyermekei öt többé-kevésbé összefüggő történetből áll, amelyek részben azonos szereplőket és történéseket vonultatnak fel. A könyv vegyíti a tényleges és a fiktív elemeket: részben olyan megtörtént eseteket dolgoz fel, mint a hatvanas évek második felének békemozgalma, vagy a vietnámi háború, részben pedig kapcsolódik Stephen King hétkötetes epikus művéhez, A Setét Torony-ciklushoz.

## Tartalom
- 1960: Alacsony emberek sárga kabátban (Low Men in Yellow Coats)
- 1966: Atlantisz gyermekei (Hearts in Atlantis)
- 1983: Vak Willie (Blind Willie)
- 1999: Miért voltunk Vietnamban? (Why We're in Vietnam)
- 1999: Leereszkednek az éjszaka rolói (Heavenly Shades of Night Are Falling)

## Magyarul
- Atlantisz gyermekei; ford. Bihari György; Európa, Bp., 2000